# 독일계 러시아인
독일계 러시아인은 독일 계통에서 자라난 러시아인이지만 내부적으로는 다른 의미도 있다.
첫째로 러시아에서 사는 독일인과, 독일 문화를 보존하고 있는 독일계 러시아인에 관한 것이다. 하나의 예는 V. I. 레닌으로, 그의 어머니가 볼가 독일인이다. 소비에트 연방의 간첩 빌리얌 겐리코비치 피셰르 역시 독일계 러시아인이다.
처음의 의미는 볼가 독일인 같이 독일의 월경지 내에 남아 있는 사람들이다. 그러나 러시아와 소련으로 이주한 볼가 독일인 또한 러시아 독일인으로 불렸다.
이 지역에 있었던 많은 독일계 러시아인들은 1880년에서 1910년대 사이에 미국 이민을 갔다. 이들은 노스 및 사우스 다코타, 네브래스카, 캔사스, 미네소타 주에 정착하였다. 미국의 자유와 싼 농지 덕분에 많은 수가 성공할 수 있었고, 미국의 농업 생산에 많은 기여를 했다. 제1차 세계 대전과 볼세비키 운동이 발발하면서 이 흐름은 끊어졌다.
또 다른 의미는 이 시기 이전에 독일에서 온 사람들이다. 과거 러시아의 표트르 1세의 시기부터 러시아는 외국인을 받아들였다. 러시아 과학 아카데미에서도 많은 수의 독일계 사람을 받아들였다. 그들의 후손들은 러시아에 동화되었기 때문에 독일로 돌아가서도 러시아인 취급을 받았다.